# 246 (nombre)
Cet article concerne le nombre 246. Pour les années, voir 246 et 246 av. J.-C..
Le nombre 246 (deux cent quarante-six) est l'entier naturel qui suit 245 et qui précède 247. C'est un nombre :
- sphénique,
- nontotient,
- intouchable,
- abondant,
- 18- et 81-gonal.